# Mi bemol maior
Mi bemol maior (abreviatura no sistema europeu Mi♭ M e no sistema americano E♭) é a tonalidade que consiste na escala maior de mi bemol, e contém as notas mi bemol, fá, sol, lá bemol, si bemol, dó, ré e mi bemol. A sua armadura contém três bemóis. A sua tonalidade relativa é dó menor, e a sua tonalidade paralela é mi bemol menor. 

## Usos
Devido à Sinfonia Heróica (de Ludwig van Beethoven) ser mi bemol maior, esta tonalidade é associada com o heroísmo, ainda que por vezes possa ter um sentimento de doce e romântico, como ocorre na sinfonia n.º 4 de Bruckner, ou ser usada de maneira majestática como no Concerto para saxofone alto e orquestra de cordas.
Esta tonalidade é mais fácil de tocar em metais, que geralmente é um timbre que se usa para dar a ideia de bravura. Assim, são tocadas em mi bemol maior:
- três dos concertos para trompa de Mozart,
- o famoso concerto para trompete de Joseph Haydn e
- a Sinfonia n.º 4 de Anton Bruckner, com seu proeminente tema em trompa no primeiro movimento.
- Outra obra heróica famosa na tonalidade de mi bemol maior é o poema sinfónico Ein Heldenleben (Uma Vida de Herói) de Richard Strauss.
- Também é uma tonalidade muito comum na música gospel.
- Mi bemol é enarmónico de ré sustenido.

## Composições clássicas em mi bemol maior
- Sinfonia “Heróica” (de Ludwig van Beethoven)
- Concerto para piano n.º 5 “Imperador” (de Ludwig van Beethoven)
- Concerto para trompete (de Joseph Haydn)
- Sinfonia n.º 4 (de Anton Bruckner)
- Sinfonia n.º 8, “Sinfonia dos Mil” (de Gustav Mahler)
- Uma Vida de Herói (de Richard Strauss)
- A grande Porta de Kiev (o último movimento de Quadros de uma Exposição, de Modest Mussorgsky, na versão orquestral de Maurice Ravel).
- A Sinfonia Inacabada, ou "Sinfonia Nº 7", de Tchaikovsky.
- O Concerto para saxofone alto e orquestra de cordas de Alexandr Glazunov.